# Koppl
Koppl é um município da Áustria, situado no distrito de Salzburg-Umgebung, no estado de Salzburgo. Tem 20,9 km² de área e sua população em 2019 foi estimada em 3.564 habitantes.